# Dyspyralis nigellus
Dyspyralis nigellus là một loài bướm đêm trong họ Erebidae.